# 水北街镇
水北街镇，是中华人民共和国福建省南平市浦城县下辖的一个乡镇级行政单位。

## 行政区划
水北街镇下辖以下地区：
双墩村、黄碧村、上坊村、中坊村、下坊村、裴墩村、陈源村、茅洲村、新桥村、罗源村、洙溪村、岩鼻村、东路村、际岭村、水北村、蓬尾村、上山桥村、翁村、桥亭村、石埠村、水尾村、曹村、朱墩村和浮桥村。

## 中国传统村落
- 2012年12月，蓬尾村被评为首批“中国传统村落”。
- 2013年8月，观前村被评为第二批中国传统村落。